# McDermott (Ohio)
McDermott é um lugar designado pelo censo localizado no condado de Scioto no estado estadounidense de Ohio. No Censo de 2010 tinha uma população de 434 habitantes e uma densidade populacional de 288,91 pessoas por km².

## Geografia
McDermott encontra-se localizado nas coordenadas 38° 49′ 55″ N, 83° 03′ 37″ O. Segundo o Departamento do Censo dos Estados Unidos, McDermott tem uma superfície total de 1.5 km², da qual 1.5 km² correspondem a terra firme e (0.17%) 0 km² é água.

## Demografia
Segundo o censo de 2010, tinha 434 pessoas residindo em McDermott. A densidade populacional era de 288,91 hab./km². Dos 434 habitantes, McDermott estava composto pelo 98.62% brancos, 0% eram afroamericanos, 0% eram amerindios, 0% eram asiáticos, 0% eram insulares do Pacífico, 0% eram de outras raças e o 1.38% pertenciam a duas ou mais raças. Do total da população 0.23% eram hispanos ou latinos de qualquer raça.